# Chesterfield (Missouri)
Chesterfield é uma cidade localizada no estado americano do Missouri, no Condado de St. Louis.

## Demografia
Segundo o censo americano de 2010, a sua população era de 47484 habitantes.
Em 2006, fora estimada uma população de 46.635, um decréscimo de 167 (-0.4%) face a 2000.

## Geografia
De acordo com o United States Census Bureau tem uma área de 84,8 km², dos quais 81,6 km² cobertos por terra e 3,2 km² cobertos por água. Chesterfield localiza-se a aproximadamente 139 m acima do nível do mar.

## Localidades na vizinhança
O diagrama seguinte representa as localidades num raio de 8 km ao redor de Chesterfield.